# Julius Baumann

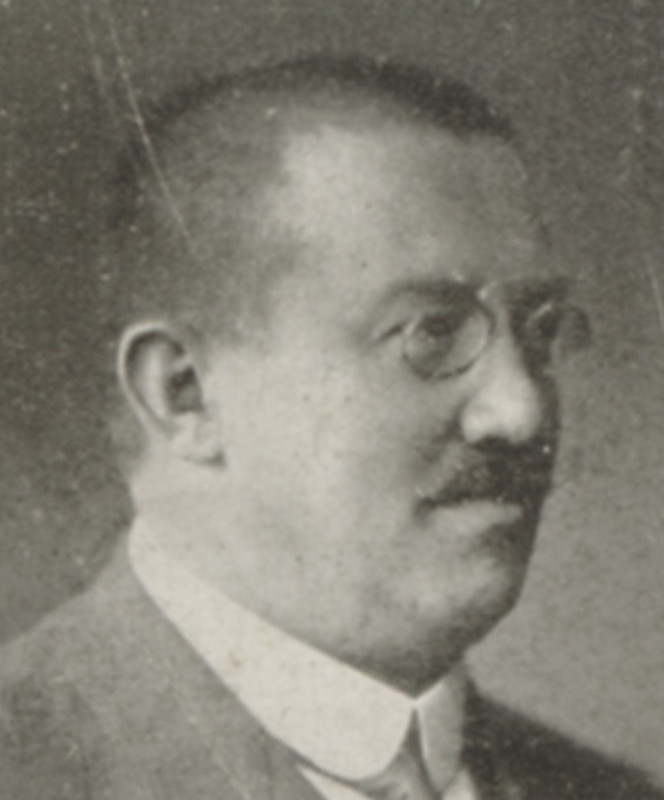
Julius Baumann, um 1913

Julius Baumann (* 10. Oktober 1868 in Ellwangen; † 17. August 1932 ebenda) war ein liberaler deutscher Politiker in Württemberg.   

## Leben
Julius Baumann besuchte das Gymnasium in Ellwangen und zog 1886 nach Stuttgart. Im Jahre 1889 bestand er die Prüfung für den mittleren Dienst bei den Königlich Württembergischen Staats-Eisenbahnen und wurde anschließend Eisenbahnsekretär und seit 1911 Oberbahnsekretär in Stuttgart. Er war Vorsitzender des Landesvereins der württembergischen Verkehrsbeamten und des Verbands der württembergischen Staatsbeamten und Unterbeamtenvereine. 

## Politik
Julius Baumann gehörte als Mitglied der Deutschen Partei von 1906 bis 1918 der Zweiten Kammer des Württembergischen Landtags an und war von 1912 bis 1919 Mitglied des Gemeinderats der Stadt Stuttgart. Am 11. November 1918 trat er in die nach der Novemberrevolution gebildete provisorische Regierung Blos als Minister für Ernährung ein. Im Dezember 1918 schloss er sich der neu gebildeten Deutschen Demokratischen Partei an und war bis Juli 1919 stellvertretender Vorsitzender des DDP-Landesausschusses Württemberg. Von 1919 bis 1920 gehörte er der Verfassunggebenden Landesversammlung des freien Volksstaates Württemberg an. Am 30. Oktober 1919 verließ er aus gesundheitlichen Gründen die Regierung.

## Katholischer Priester
Nach Beendigung seiner politischen Karriere ließ sich Julius Baumann an den theologischen Seminaren in Eichstätt und Rottenburg zum katholischen Priester ausbilden. Seine Weihe erfolgte am 6. April 1924 in Rottenburg. Danach war er in verschiedenen  oberschwäbischen Gemeinden und in München Pfarrer, ehe er gegen Ende seines Lebens in seine Geburtsstadt Ellwangen zurückkehrte. 